# Curtiss No. 2

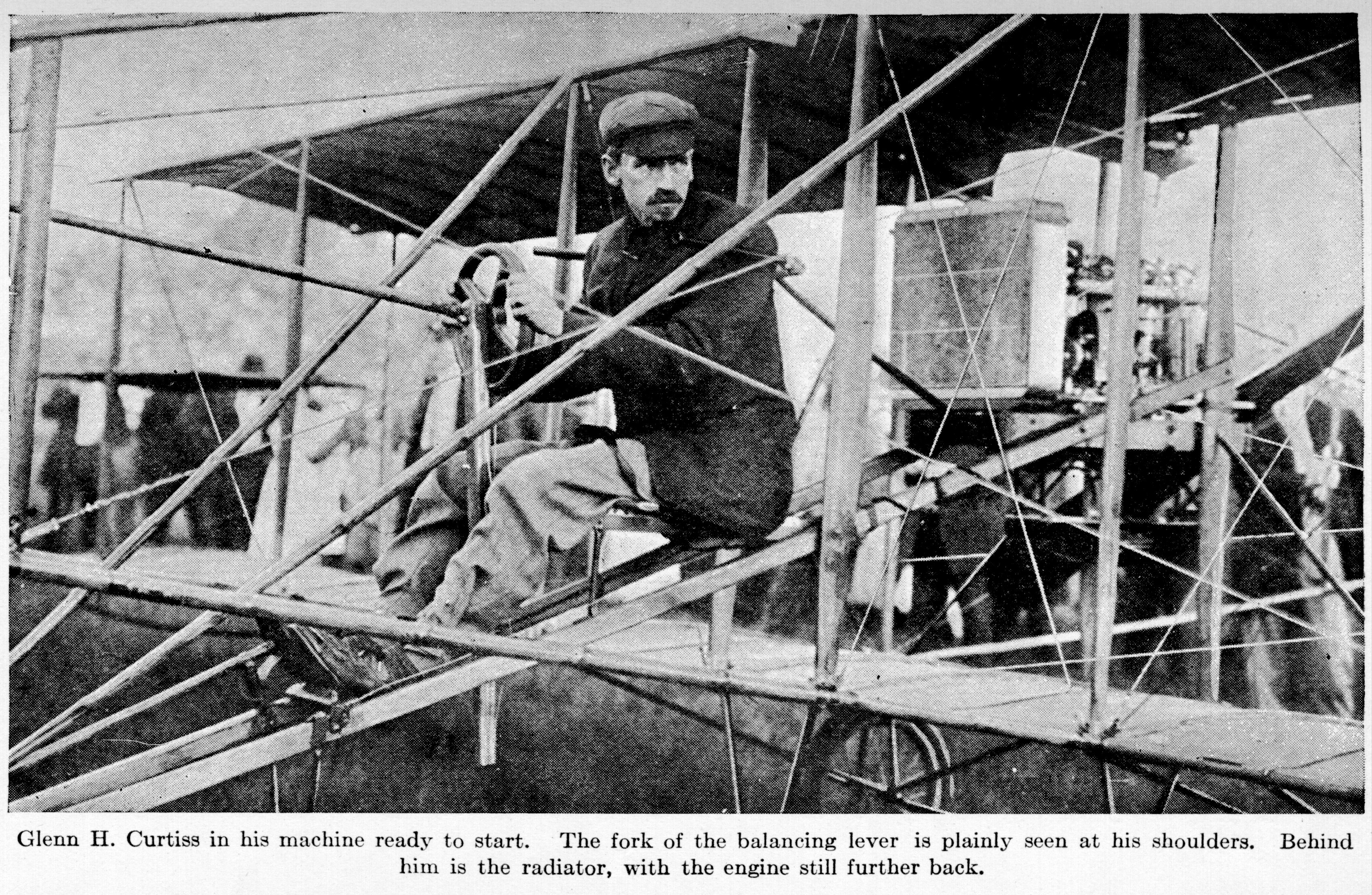
Glenn Curtiss in zijn No.2 tijdens de Reims Air Show, augustus 1909

De  Curtiss No. 2 , ook bekend als de Reims Racer, is een tweedekker sport- en racevliegtuig, ontworpen en gebouwd in Amerika door luchtvaartpionier Glenn Curtiss speciaal voor de 1909 Gordon Bennett Trophy luchtrace in Reims (Frankrijk).

## Ontwerp
De Curtiss No. 2 was een aangepaste Golden Flyer (ook bekend als de Curtiss No. 1). Het was een open tweedekker met een canard-vleugel aan de vliegtuigvoorkant en een geheel beweegbare staart met een klein horizontaal staartvlak en richtingsroer. De rolroeren bevonden zich tussen de twee vleugels. Het landingsgestel bestond uit een driewiel-configuratie. De geheel open constructie werd bijeengehouden door houten stijlen en spandraden.
Speciaal voor de race was de 25 pk viercilinder Curtiss OX lijnmotor vervangen door een 63 pk Curtiss OX V-8 motor. De motor was gestript om gewicht te besparen. Ook was een lichtere brandstoftank gemonteerd. De motor, die was geplaatst tussen de twee vleugels en achter de piloot, dreef een duwpropeller aan.
De bediening van de rolroeren (langsas besturing) door de piloot gebeurde met een speciaal stangenstelsel dat via de bovenarmen werd bediend, door met het lichaam naar links of rechts te leunen. Deze besturingsmethode zou later ook weer worden toegepast in de Curtiss Model D. Het canard-hoogteroer werd bediend door het stuurwiel naar voren of achteren de bewegen. Het draaien van het stuurwiel bewoog het richtingroer. 

## Historie
De deelname van Glenn Curtiss aan de 1909 Gordon Bennett Trophy luchtrace in Reims werd gesponsord door de Aero Club of America, nadat de Gebroeders Wright dit aanbod van de club eerder hadden afgewezen. Hoewel de Reims Racer minder snel was dan zijn Europese tegenstanders, was het toestel beter bestuurbaar en kon het scherpere bochten draaien. Curtiss, die het toestel tijdens de race zelf vloog, buitte dit voordeel goed uit en zette een tijd neer van 15 minuten en 50,4 seconden over twee ronden van 10 km. Dit was 5,8 seconden sneller dan Louis Bleriot, waarmee Curtiss de hoofdprijs van FF 25.000 in de wacht sleepte. De gemiddelde snelheid van Curtiss bedroeg 75,48 km/u, een nieuw snelheidsrecord over die afstand. Na de race in Reims won Curtiss ook nog een aantal prijzen tijdens een luchtshow in Brescia (Italië) en gaf vliegdemonstraties met passagiers. In  oktober 1909 zette het vliegtuig in Amerika nog een snelheidsrecord neer van 88 km/u. De Reims Racer werd vervolgens verkocht aan vliegenier Charles Hamilton, die het toestel op 12 maart 1910 crashte in Seattle.